# Outta Time
Pour l’article homonyme, voir I'm Outta Time pour la chanson du groupe de rock anglais Oasis.
Singles promotionnels par Natalia Kills
Controversy
(2012)
Pistes de Trouble
Devils Don't Fly
(7) Controversy
(9)
Outta Time est une chanson de l'auteur-compositrice-interprète britannique Natalia Kills, issue de son second album studio, Trouble. Le morceau, composé par Kills ainsi que par Jeff Bhasker et produit par ce dernier, est commercialisé en guise de second single promotionnel de l'enregistrement. Mêlant des éléments d'indie pop et de baroque, il traite d'une histoire d'amour mélancolique. Musicalement, il s'agit d'un titre pop « rétro » orienté soul, rappelant le répertoire de l'artiste américain Phil Spector et complété grâce à des riffs de guitare et des voix de chœur. Outta Time a été dévoilé le 26 août 2013 via une lettre d'information envoyée par la maison de disque de Kills et, le 3 septembre 2013, a été publié sur l'iTunes Store en tant que Single Gratuit de la Semaine, en coïncidence avec la sortie de son album-mère.
À la sortie de l'opus, la piste a reçu des critiques généralement favorables de la part des critiques de musique contemporaine, qui ont favorisé sa sonorité de façon globale, de même que la voix de Kills. Afin de promouvoir le titre, une lyric video a été montrée le jour de sa parution numérique. Ce vidéo-clip « lo-fi » dépeint Kills devant un fond nuageux et dans la plupart des scènes, tenant des ballons ou un cigare. La chanson a également été interprétée dans sa version acoustique lors d'une session en direct pour Yahoo! Music.

## Genèse et parution
Outta Time a été publié deux fois en tant que second et dernier single promotionnel extrait de Trouble, faisant suite à Controversy. En effet, le titre a d'abord été dévoilé en ligne via un bulletin promotionnel envoyé par Polydor Records et Universal Music France, mis en ligne le 26 août 2013, dans lequel il se voyait être offert à l'utilisateur s'il donnait son adresse e-mail . Plus tard, le 3 septembre 2013, il a été ajouté sur iTunes avec sa propre page et avec une pochette officielle, coïncidant avec la sortie de Trouble .

## Composition
Sur le plan musical, Outta Time est une chanson d'amour, plutôt rétro, de genre « pop soul, fortement inspirée par la Motown » ,, qui n'est pas sans rappeler le répertoire de Phil Spector . On l'a également décriée comme « rappelant les travaux des groupes de musiques féminins des années 60 » . Elle contient aussi des « chœurs éminents » et des riffs de guitare « désespérés » . La voix de Kills dans la pièce, jugée « crue », rappelle aussi celle de Dusty Springfield . Son contenu lyrique parle d'une histoire d'amour mélancolique, comme le prouvent les lignes « Nous roulons sur cette même route depuis que j'ai dix-sept ans / Tu peux déchirer mon cœur comme les pages d'un magazine / Mais maintenant ta photo s'est estompée et mon lit est froid la nuit / Et je souhaite que l'amour nous sauve mais nous sommes hors du temps » . Sam Johnson de So So Gay a noté que la chanson, à l'instar d'autres pistes de Trouble, est interprétée comme si elle provenait d'un vinyle ou encore d'un « disque compact décrépis » .

## Accueil critique
Dès la parution de Trouble, Outta Time a reçu des critiques généralement favorables venant des critiques contemporaines musicales qui ont fait, pour la plupart, l'éloge de sa sonorité d'une façon globale. Établissant une critique de l'album pour So So Gay, Sam Johnson s'est montré très positif envers le morceau, l'assimilant à une « indication de la musicalité de Kills »  et en favorisant sa voix contrairement à ce qu'il pensait de celle-ci vis-à-vis d'autres titres du disque. Il l'a aussi qualifié de « raffiné et émouvant » ainsi que d'« épuré » . Il en est même venu à le définir comme un des joyaux de l'opus . Sam Lansky du site-web Idolator l'a défini comme l'un des « moments instantanément sympathiques » de l'album et comme une « régression parfaitement solide » . Bradley Stern de MuuMuse a pointé du doigt Outta Time et Boys Don't Cry comme étant les « plus grandes surprises » incorporées sur le projet, notamment pour leur sonorité « soul rétro » ; tout en donnant son opinion sur le fait qu'il s'agit de titres qui ont apporté une « rotation fraîche sur une musicalité vintage » et a comparé leurs refrains « énormes, de pure musique pop » à ceux présents dans les chansons des Ronettes .

## Lyric videoet interprétations scéniques
La maison de disque Cherrytree souhaitait initialement que Kills crée une lyric video pour le morceau. L'artiste a donné son accord et plus tard, le label lui a envoyé une version « grossière » du vidéo-clip, que la chanteuse n'a pas appréciée complètement car son image n’apparaissait pas . Ensuite, elle a eu l'idée de refaire une nouvelle vidéo dans laquelle elle pourrait « transmettre soit des sentiments de tristesse ou de bonheur » et où on la verrait tenir des ballons . Immédiatement, elle a commencé à tourner ses propres séquences dans le studio de l'un de ses amis et a expliqué le concept de la façon suivante : « je me suis dit “hé, pourquoi ne pas projeter des choses incluses dans ma musique sur moi-même ?”. [Le clip] a ce double sens. La projection peut aussi avoir le sens de projeter mes propres sentiments sur vous » .
Le résultat final a été dévoilé le 4 septembre 2013 sur le site-web d’Idolator , suivant la sortie du single promotionnel sur iTunes. Toutefois, la publication officielle du vidéo-clip sur la chaîne VEVO / YouTube de Kills n'a eu lieu que le 11 septembre 2013 . Celui-ci montre Kills, se tenant debout face à un fond « nuageux », portant différentes tenues , qualifiées de « féroces » par Sam Lansky d’Idolator , tandis qu'elle est aussi perçue en train de donner des coups dans l'air avec sa queue de cheval  et de fumer un cigare .
Dans la continuité de la promotion de Trouble, Kills a interprété Outta Time lors d'une performances acoustique en direct pour Yahoo! Music en octobre 2013 .

## Crédits
Ces crédits ont été adaptés à partir des notes linéaires de Trouble.
| Crédits personnels - Écriture – Natalia Kills et Jeff Bhasker - Production – Jeff Bhasker - Guitare – Jeff Bhasker - Claviers – Jeff Bhasker - Programmation – Jeff Bhasker - Chœurs – Jeff Bhasker - Ingénierie – Jeff Bhasker - Mixage – Jeff Bhasker - Matriçage – Chris Athens | Lieux d’enregistrement - Enregistré aux Studios Enormous (Los Angeles, Californie) - Masterisé aux Studios Chris Athens (Austin, Texas) |